# Fidelis Mhashu
 (août 2018).
Fidelis Mhashu, né le 1er juillet 1942 à Hartley et mort le 20 août 2018 à Harare, est un homme politique zimbabwéen.
Enseignant de profession, membre fondateur du parti d'opposition MCD, il siège au Parlement pour la circonscription de Chitungwiza-Nord. Du 13 février 2009 au 11 septembre 2013, il est ministre du Logement et des Services sociaux dans le gouvernement de Morgan Tsvangirai.